# Kühnringbach
Der Kühnringbach ist ein linker und westlicher Zufluss zur Schmida bei Kühnring in Niederösterreich.
Der Kühnringbach entspringt westlich von Kühnring in der Nähe der Waldviertler Straße. In der Nähe der Quelle befindet sich ein Wasserwerk, das einen Teil des Quellwassers der Wasserversorgung zuführt. Der Bach fließt dann auf das rund einen Kilometer entfernte Kühnring zu, wo von rechts der Urtlbach einmündet, welcher südwestlich von Kühnring in der Flur Urtl entspringt. Nach dem östlichen Ortsende von Kühnring wird der Kühnringbach zum linken Zubringer der aus dem Südwesten kommenden Schmida, die bis dorthin erst ein 10,9 km² großes Einzugsgebiet aufweist und der er den Abfluss seines 3,5 km² großen Einzugsgebietes zuführt. Knapp nach der Mündung steht links der Schmida die Ledermannmühle, die bis 1944 in Betrieb war und deren noch vorhandener länglicher Mühlteich von Wasser aus dem Kühnringbach gespeist wurde.